# Ванильный крем
Ванильный крем — ингредиент для множества рецептов, таких как заварное пирожное, эклер, саламбо, париж-брест, тропезьен или мильфей.

## Состав
Этот крем состоит из молока, яиц (иногда только желтков), сахара, пшеничной муки или крахмала и масла (иногда) .
Всё это нагревается, взбивается и остужается. В классическом варианте добавляют стручок ванили, но можно придать крему и другой вкус добавлением шоколада, кофе, лимона и др.

## Способ получения
Молоко нагревают, дав стручку ванили настояться. В миске бланшируют яичные желтки с сахаром. Затем добавляют муку и, необязательно, крахмал и/или соль. Затем смесь разводят молоком на две части, перемешивая до однородного состояния. Всё нагревают до температуры 85 ° C, перемешивая деревянной лопаткой или венчиком и постоянно очищая дно ёмкости, чтобы крем не подгорал.
Особенность в том, что во время этого щадящего приготовления при температуре 85 °C яйца сворачиваются, поэтому смесь загустевает и образует крем. Смесь на данном этапе пастеризуется, что позволяет более длительное хранение, чем у заварного или английского крема (и соответственно, приготовленного из него десерта иль флотант), рецепты которых требуют свежеотложенных яиц. Во избежание бактериологического заражения полученный крем переливается ещё горячим в идеально чистую ёмкость, герметично закрывающуюся; затем сразу же помещается в холодильник.

### Вариант
Стручок ванили разрезается, семена извлекаются. Молоко нагревают, и половинки стручка настаивают в нём вместе с семенами. В миске бланшируют яичные желтки с сахаром. Затем добавляют муку или кукурузный крахмал. Затем смесь разводят молоком на две части при перемешивании до получения однородной смеси. Все нагревают до кипения, постоянно помешивая венчиком и постоянно очищая дно ёмкости, чтобы крем не пригорал. Снимают с огня, продолжая осторожно помешивать, а затем наносят тонкий слой топлёного масла или кладут пищевую пленку на поверхность смеси, чтобы предотвратить образование корки. После остывания помещают в холодильник.

## В торговле
Промышленное изготовление кондитерского крема в странах ЕС обусловлено потребностями рынка (рентабельность, кроме того самостоятельное изготовление считается тривиальным и т. д.), Большинство готовых смесей маркируются как «заварной крем» или продаются без информации, в них не используется оригинальный рецепт, некоторые даже не содержат ни молока, ни яиц, но содержат воду, ароматизаторы, текстуризаторы и желирующие агенты.
Список ингредиентов, входящих в состав кондитерских кремов и кремов-имитаций для выпечки, которые продают на рынке кондитеры-ремесленники и представители пищевой промышленности:
- Молоко и молочные продукты
- Вода
- Мука из злаков (особенно кукурузная)
- Сахара
  - Глюкоза
  - Сахароза
- Различные жиры
- Яичные продукты
- Искусственные ароматизаторы
- Добавки
  - Желирующие агенты (каррагинан)
  - Загуститель (крахмал, камедь рожкового дерева и др.)
  - Пищевой краситель
- и т. п.

Добавки не являются обязательными, но имеют то преимущество, что упрощают производство и гарантируют более длительное хранение. Благодаря добавкам гелеобразующего и загущающего типа (гидроколлоидам) кондитерские кремы можно готовить в холодном виде, что гарантирует стабильность с микробиологической точки зрения.

## Использование
Кондитерский крем используется при приготовлении различных десертов, таких как :
- амбассадор
- шинуа
- слойки с кремом
- крокембуш
- дипломат
- диворс
- эклер
- баскский пирог
- мильфей
- оранский
- париж-брест
- монахиня
- сент-оноре
- саламбо
- тарт тропезьен (в смеси с масляным кремом)

## Основные производные кондитерского крема
- Кондитерский крем + итальянское безе = крем шибу
- Кондитерский крем + взбитые сливки = крем принцесса
- Кондитерский крем + взбитые сливки + желатин = крем дипломат
- Кондитерский крем + миндальный крем = крем для франжипана
- Кондитерский крем + сливочное масло = мусселиновый крем